# جیریش ماچای
جیریش ماچای (به اسپانیایی: Jirish Mach'ay) یک کوه در پرو است که در Peru, Lima Region واقع شده‌است. جیریش ماچای ۵٬۰۰۰ متر بالاتر از سطح دریا واقع شده‌است.